# فيل أشبي
فيل أشبي (بالإنجليزية: Phil Ashby)‏ هو كاتب سير ذاتية بريطاني، ولد في 1970 في Helensburgh ‏ في المملكة المتحدة.